# ناصر اليزيدي
ناصر اليزيدي لاعب كرة قدم قطري، ولد في (2 فبراير 2000) ، يلعب لصالح نادي الوكرة في دوري نجوم قطر .

## نادي الدحيل
كان يلعب في نادي لخويا و في عام 2017 صدر قرار بدمج نادي لخويا مع نادي الجيش تحت مسمى نادي الدحيل و انظم بعدها إلى نادي الدحيل .
و لعب بعدها مع النادي الأهلي ونادي أم صلال ونادي الوكرة ونادي الدحيل.

## روابط خارجية
- ناصر اليزيدي على موقع قاعدة بيانات كرة القدم.إي يو (الإنجليزية)
- ناصر اليزيدي على موقع Soccerway.com (الإنجليزية)
- ناصر اليزيدي على موقع عالم كرة القدم.نت (الإنجليزية)